# Mykola Lysenko
Mykola Vitalijovytj Lysenko (ukrainska: Микола Віталійович Лисенко), född 22 mars (gamla stilen: 10 mars) 1842 i Hrynky, död 6 november (gamla stilen: 24 oktober) 1912 i Kiev, var en ukrainsk tonsättare.
Lysenko studerade vid universitet, var 1866–1868 elev vid musikkonservatoriet i Leipzig och blev därefter musiklärare i Kiev. Han var en grundlig kännare av ukrainsk musik och utgav bland annat "Gesänge der Ukraine" (sex band, 1868–1895), åtta häften ukrainska visor i körsättning samt en samling vår-, dans- och barnvisor (Melodostji). Han komponerade sex operor (däribland Natalka Poltavka och Taras Bulba), två barnoperor, kantater, solosånger, körstycken och pianosaker.